# Вільгельм Баук
Вільгельм Баук (нім. Wilhelm Bauck; 8 січня 1883, Данциг — 12 лютого 1908, Атлантичний океан) — німецький офіцер-підводник, капітан-лейтенант кайзерліхмаріне.

## Біографія
10 квітня 1901 року вступив на флот. Учасник Першої світової війни. З 16 січня 1918 року — командир підводного човна SM U-89. 12 лютого 1918 року човен був протаранений британським крейсером «Роксбург» північніше Ірландії. Всі 43 члени екіпажу загинули.

## Звання
- Морський кадет (10 квітня 1901)
- Фенріх-цур-зее (22 квітня 1902)
- Лейтенант-цур-зее (29 вересня 1904)
- Оберлейтенант-цур-зее (27 квітня 1907)
- Капітан-лейтенант (22 березня 1913)

## Нагороди
- Залізний хрест 2-го класу